# When I Was Your Man
«When I Was Your Man» — песня американского певца Бруно Марса из его второго студийного альбома Unorthodox Jukebox (2012). Atlantic Records выпустил песню в качестве третьего промо-сингла и второго официального сингла альбома на мейнстримном радио в США 15 января 2013 года.
«When I Was Your Man» была написана Марсом, Филипом Лоуренсом, Ари Левином и Эндрю Уайаттом. Первые трое спродюсировали трек под именем The Smeezingtons. Трек был вдохновлён тем временем, когда Марс переживал из-за потери своей девушки, Джессики Кабан.
Поп-песня представляет собой эмоциональную фортепианную балладу с текстом, описывающим душевную боль и сожаление Марса о том, что он позволил своей возлюбленной уйти, и его надежду на то, что её новый мужчина даст ей всю ту любовь и внимание, которые он не смог обеспечить. В песне звучит голос Марса и фортепианный аккомпанемент в качестве единственного инструментария. Песня «When I Was Your Man» получила в основном положительные отзывы от музыкальных критиков, которые в целом высоко оценили вокальное мастерство Марса, назвав её «чувствительной и эмоциональной балладой». Сингл с песней стал крупным хитом, войдя в десятку лучших хитов многих стран мира, включая американский (№ 1 в Billboard Hot 100), британский (№ 2 — UK Singles Chart) и другие (№ 3 — Канада, № 4 — Новая Зеландия).
Песня была номинирована на 56-й ежегодной премии «Грэмми» в категории «Лучшее сольное поп-исполнение».

## История
Работая над альбомом, Бруно Марс сказал: «Я больше никогда не буду петь баллады», но это пришло из нутра — это самая честная, настоящая вещь, которую я когда-либо пел". «Когда нет безопасных ставок, тогда я чувствую, как движется моя кровь». Он также поделился тем, насколько важен для него текст этой песни, когда опубликовал фотографию обложки Unorthodox Jukebox на своей странице в Twitter. «Скоро вы, ребята, услышите песню, которую я написал под названием „When I Was Your Man“. Я никогда так не нервничал. Не могу этого объяснить». Филип Лоуренс объяснил, что послужило вдохновением для создания песни: «Я думаю, что мы с Бруно оба большие поклонники старой музыки, такой как Билли Джоэл и Элтон Джон. Нам всегда нравились моменты, когда ты сидишь за фортепиано и эмоционируешь. Эти интимные моменты, когда артист настолько обнажён и уязвим, что это не может не привлекать. Мы всегда хотели найти подобную песню в стиле стриптиза, так и появилась эта песня. Темой была реальная жизнь; Бруно пережил это, поэтому мы попытались рассказать об этом самым лучшим и запоминающимся способом».
Песня вышла в качестве 3-го сингла альбома Unorthodox Jukebox (2012). Релиз состоялся 3 декабря 2012 года.
«When I Was Your Man» впервые была представлена в живом исполнении в финале третьего сезона американского шоу The Voice. Выступление Бруно Марса получило высокую оценку. Бруно также выступил с песней на шоу Jimmy Kimmel Live! 10 января 2013 года.

## Композиция
Песня «When I Was Your Man» написана в тональности до мажор. Вокал Марса варьируется от низкой ноты G3 до высокой ноты C5 с аккордовыми прогрессиями Am-C-Dm-G-G7-C (куплет) и F-G-C (припев). В этой поп-фортепианной балладе Марс поёт о разбитом сердце, сожалея о том, что позволил своей женщине уйти.
В интервью Rolling Stone Марс с неохотой рассказал, что написал песню для своей девушки, модели Джессики Кабан, когда переживал, что может её потерять. В отличие от песни, Марс и Кабан остались вместе. Марс также сказал в интервью, что ему трудно исполнять эту песню, сказав: «Ты снова поднимаешь все эти старые эмоции», и что: «Это просто как кровотечение!».

## Отзывы
Песня получила в целом положительные отзывы от большинства музыкальных критиков. Сэм Лэнски из Idolator дал песне положительный отзыв, назвав её «эмоциональной балладой, которая демонстрирует сладкий вокал Марса». Лански также высоко оценил песню, назвав её «ещё одним исключительным предложением от Unorthodox Jukebox, который становится одним из лучших поп-релизов года». Эндрю Унтербергер из Pop Dust поставил песне оценку 3,5 из 5 звёзд, отметив, что «When I Was Your Man» — «гораздо более приятная, менее показная баллада, чем „Young Girls“ — хотя, возможно, текст немного слишком шаблонный, чтобы получилась классическая соул-баллада, к которой, похоже, стремится Бруно». Тем не менее, он похвалил Марса, который, по его словам, «никто не ставит такую песню так, как он, и когда он берёт большую высокую ноту в бридже песни, это примерно такой же поразительный момент, какой вы, вероятно, услышите на поп-пластинке в этом году». Возможно, она слишком идеальна, чтобы быть такой же разрушительной, как песня «Someone Like You», но она точно так же может стать большим хитом, и она гарантированно будет потрясающей в живом исполнении". Мелисса Маерз из Entertainment Weekly была положительно настроена, написав, что «олдскульное обаяние по-прежнему продвигает Марса дальше всех, и лучшая вещь здесь — классическая факельная песня „When I Was Your Man“, в которой он за фортепиано перечисляет все способы, которыми он обидел бывшую. „Из-за тебя такая хорошая, сильная женщина, как ты, ушла из моей жизни“, — плачет он своим синатровским тенором, источающим обаяние. Может, он и придурок. Но он тот самый придурок, с которым девушка пойдёт сегодня домой».
Джон Караманика из The New York Times отметил, что «фортепиано говорит обо всем в этой песне, которая является одной из самых определённых в альбоме». Позже он заявил: «Если это не начало возвращения Билли Джоэла, то люди должны потерять работу». Джейсон Липшутц из Billboard написал, что «на концерте она станет убийственно зажигательным моментом. Хотя это и не совсем пауэрхаус в духе Алиши Киз, „When I Was Your Man“ позволяет Марсу на мгновение снять фетровую шляпу и обнажить душу». Эд Масли из The Arizona Republic назвал «When I Was Your Man» одним из лучших треков Unorthodox Jukebox и описал его как «раздевающий соул». Джим Фарбер из New York Daily News написал, что в балладе «он сочетает своё бравурное исполнение с мелодией, достаточно волнующей, чтобы вдохновлять начинающих звёзд на оси „X Factor/Idol“ ещё долгие годы». Мелинда Ньюман из HitFix назвала её «красивой фортепианной балладой», написав, что «в ней мало украшений, нет сэмплов и нет ни одной зря потраченной ноты». Сэнди Коэн из Associated Press написала, что «Марс лучше всего проявил себя в обнажённой фортепианной балладе „When I Was Your Man“». Эндрю Чан из Slant Magazine дал песне смешанную рецензию, написав, что «его мелодия и текст в итоге звучат так же слабо, как и раньше — неловкость для артиста, который сделал ставку на крепкое, старомодное песенное творчество». Роберт Копси из Digital Spy предпочёл «Locked Out of Heaven» песне «When I Was Your Man», несмотря на то, что это «добрый жест и все такое».

## Коммерческий успех
Сингл «When I Was Your Man» стал для Бруно Марса его 5-м чарттоппером в США и 2-м в американской истории хитом № 1, записанным только с вокалом и фортепиано (первым был хит «Someone Like You» певицы Adele, который в 2011 году 5 недель лидировал вместе с Дэном Уилсоном на фортепиано). Свои пять хитов Бруно записал быстрее Элвиса Пресли (у Бруно старт был 13 февраля 2010 года). С пятью синглами № 1 Бруно уступает только следующим певцам: Майкл Джексон (13); Стиви Уандер (10); Элтон Джон, Пол Маккартни, Usher (9 у каждого); Джордж Майкл (8); Фил Коллинз (7) и Элвис Пресли. И по 5 хитов № 1 на то время было у Diddy, Ludacris, Prince и Lionel Richie.

## Споры
В январе 2023 года американская певица Майли Сайрус выпустила сингл «Flowers», припев которого является парафразом припева песни «When I Was Your Man». Однако сходство песен не основано на сэмплировании, поэтому авторам последней песни не нужно указывать авторов «Flowers». Несмотря на это, компания Tempo Music Investments, владеющая частичными авторскими правами на песню «When I Was Your Man», 16 сентября 2024 года подала иск о нарушении авторских прав против Сайрус и соавторов «Flowers» Грегори Хайна и Майкла Поллака.

## Список композиций
- German CD single[30]

1. «When I Was Your Man» — 3:49
2. «Locked Out of Heaven» (Cazzette’s Answering Machine Mix) — 5:04

## Позиции в чартах
| Чарт (2013)                           | Высшая позиция |
| ------------------------------------- | -------------- |
| Австралия (ARIA)                      | 6              |
| Австрия (Ö3 Austria Top 40)           | 11             |
| Бельгия/Фландрия (Ultratop 50)        | 7              |
| Бельгия/Валлония (Ultratop 50)        | 13             |
| Бразилия (Billboard Brasil Hot 100)   | 34             |
| Бразилия (Hot Pop Songs)              | 8              |
| Канада (Billboard Canadian Hot 100)   | 3              |
| Чехия (Rádio — Top 100)               | 4              |
| Дания (Tracklisten)                   | 4              |
| Финляндия (Suomen virallinen lista)   | 13             |
| Франция (SNEP)                        | 9              |
| Германия (GfK)                        | 23             |
| Ирландия (IRMA)                       | 6              |
| Израиль (Media Forest)                | 4              |
| Италия (FIMI)                         | 13             |
| Люксембург (Digital Songs, Billboard) | 7              |
| Мексика (Top Anglo, Monitor Latino)   | 6              |
| Нидерланды (Dutch Top 40)             | 7              |
| Новая Зеландия (Recorded Music NZ)    | 4              |
| Норвегия (VG-lista)                   | 8              |
| Португалия (Billboard)                | 3              |
| Шотландия (OCC Scotland)              | 10             |
| Словакия (Rádio — Top 100)            | 3              |
| Республика Корея (Gaon)               | 9              |
| Испания (PROMUSICAE)                  | 22             |
| Швеция (Sverigetopplistan)            | 16             |
| Швейцария (Schweizer Hitparade)       | 12             |
| Великобритания (OCC UK Singles)       | 2              |
| США (Billboard Hot 100)               | 1              |
| США (Billboard Pop Airplay)           | 1              |
| США (Billboard Adult Pop Airplay)     | 1              |
| США (Billboard Adult Contemporary)    | 1              |

| Чарт (2013)                                         | Позиция |
| --------------------------------------------------- | ------- |
| Австралия (ARIA)                                    | 17      |
| Бельгия (Ultratop 50 Flanders)                      | 33      |
| Бельгия (Ultratop 50 Wallonia)                      | 32      |
| Канада (Canadian Hot 100)                           | 13      |
| Германия (Media Control AG)                         | 89      |
| Ирландия (IRMA)                                     | 18      |
| Италия (FIMI)                                       | 51      |
| Нидерланды (Single Top 100)                         | 31      |
| Новая Зеландия (Recorded Music NZ)                  | 10      |
| Швеция (Sverigetopplistan)                          | 52      |
| Швейцария (Schweizer Hitparade)                     | 50      |
| Великобритания UK Singles (Official Charts Company) | 16      |
| США Billboard Hot 100                               | 8       |
| США Pop Songs (Billboard)                           | 14      |
| США Adult Contemporary (Billboard)                  | 5       |
| США Adult Top 40 (Billboard)                        | 14      |

## Сертификации
| Регион | Сертификация   | Продажи    |
| --- | -------------- | ---------- |
| Австралия (ARIA) | 6× Платиновый  | 420 000    |
| Бельгия (BEA) | Золотой        | 15 000*    |
| Канада (Music Canada) | 9× Платиновый  | 720 000    |
| Дания (IFPI Danmark) | 3× Платиновый  | 270 000    |
| Франция (SNEP) | Золотой        | 75 000*    |
| Германия (BVMI) | 3× Золотой     | 450 000    |
| Италия (FIMI) | 2× Платиновый  | 100 000    |
| Мексика (AMPROFON) | 2× Платиновый  | 120 000*   |
| Новая Зеландия (RMNZ) | 2× Платиновый  | 30 000*    |
| Португалия (AFP) | 4× Платиновый  | 80 000     |
| Швеция (GLF) | Платиновый     | 40 000     |
| Швейцария (IFPI Switzerland) | Платиновый     | 30 000^    |
| Великобритания (BPI) | 3× Платиновый  | 1 800 000  |
| США (RIAA) | 11× Платиновый | 11 000 000 |
| Steaming |                |            |
| Дания (IFPI Danmark) | 2× Платиновый  | 3 600 000  |
| * Данные о продажах приведены только на основе сертификации. · ^ Данные о тиражах приведены только на основе сертификации. · Данные о продажах + прослушиваниях приведены только на основе сертификации. · Данные только о прослушиваниях приведены на основе сертификации. |                |            |